# Liste der Nummer-eins-Hits in Schweden (1993)
Diese Liste enthält alle Nummer-eins-Hits in Schweden im Jahr 1993. Es gab in diesem Jahr 13 Nummer-eins-Singles und 17 Nummer-eins-Alben.
| Singles | Alben |
| --- | --- |
| - East 17 – House of Love - 6 Wochen (25. November 1992 – 12. Januar 1993) - Whitney Houston – I Will Always Love You - 6 Wochen (13. Januar – 23. Februar) - 2 Unlimited – No Limit - 8 Wochen (24. Februar – 20. April) - Snow – Informer - 6 Wochen (21. April – 1. Juni) - Spin Doctors – Two Princes - 2 Wochen (2. Juni – 15. Juni) - DJ BoBo – Somebody Dance with Me - 2 Wochen (16. Juni – 29. Juni) - UB40 – (I Can’t Help) Falling in Love with You - 6 Wochen (30. Juni – 10. August) - 4 Non Blondes – What’s Up? - 6 Wochen (11. August – 21. September) - Haddaway – Life - 1 Woche (22. September – 28. September) - Freddie Mercury – Living on My Own (1993) - 5 Wochen (29. September – 2. November) - Meat Loaf – I’d Do Anything for Love (But I Won’t Do That) - 5 Wochen (3. November – 7. Dezember, insgesamt 6 Wochen) - Rob’n’Raz – In Command - 1 Woche (8. Dezember – 14. Dezember) - Meat Loaf – I’d Do Anything for Love (But I Won’t Do That) - 1 Woche (15. Dezember – 21. Dezember, insgesamt 6 Wochen) - Bryan Adams, Rod Stewart & Sting – All for Love - 11 Wochen (22. Dezember 1993 – 10. März 1994) | - Verschiedene Interpreten – Absolute Music 14 - 5 Wochen (9. Dezember 1992 – 12. Januar 1993) - The Bodyguard (Soundtrack) - 8 Wochen (13. Januar – 9. März) - Atomic Swing – A Car Crash in the Blue - 2 Wochen (10. März – 23. März) - Eric Gadd – On Display - 4 Wochen (24. März – 20. April) - Verschiedene Interpreten – Absolute Music 15 - 4 Wochen (21. April – 18. Mai) - Tomas Ledin – Du kann lita på mig - 6 Wochen (19. Mai – 29. Juni) - Ronny & Ragge – Let's pök - 4 Wochen (30. Juni – 27. Juli) - U2 – Zooropa - 6 Wochen (28. Juli – 7. September) - 4 Non Blondes – Bigger, Better, Faster, More! - 1 Woche (8. September – 14. September) - Meat Loaf – Bat Out of Hell II: Back Into Hell - 1 Woche (15. September – 21. September) - Nirvana – In Utero - 1 Woche (22. September – 28. September) - Titiyo – This Is - 1 Woche (29. September – 5. Oktober) - Pet Shop Boys – Very - 1 Woche (6. Oktober – 12. Oktober) - Pearl Jam – Vs. - 1 Woche (13. Oktober – 19. Oktober) - Stefan Andersson – Walk Right on - 1 Woche (20. Oktober – 26. Oktober) - Magnus Uggla – Alla får påsar - 4 Wochen (27. Oktober – 23. November) - Bryan Adams – So Far So Good - 12 Wochen (24. November 1993 – 20. Januar 1994) |